# Bacqueville-en-Caux
Bacqueville-en-Caux là một xã thuộc tỉnh Seine-Maritime trong vùng Normandie miền bắc nước Pháp.

## Dân số
| Năm | 1962 | 1968 | 1975 | 1982 | 1990 | 1999 | 2006 |
| --- | ---- | ---- | ---- | ---- | ---- | ---- | ---- |
| Dân số | 1720 | 1665 | 1605 | 1707 | 1640 | 1649 | 1806 |
| From the year 1962 on: No double counting—residents of multiple communes (e.g. students and military personnel) are counted only once. |      |      |      |      |      |      |      |

### Huy hiệu
| Arms of Bacqueville-en-Caux | The arms of Bacqueville-en-Caux are blazoned: Or, 3 hammers gules. |